# Pitão-verde-arborícola
Píton-verde-arborícola (Morelia viridis) é uma espécie de píton encontrada na Nova Guiné, em muitas ilhas da Indonésia, e na Península do Cabo York e na Austrália. É exclusivamente arbórea e de uma distinta cor verde. Atualmente, nenhuma subespécie está identificada.
A média de tamanho de um adulto desta espécie é de 90 a 120 cm de comprimento, podendo atingir um tamanho máximo de cerca de 2,13 cm. A sua dieta consiste de pequenos mamíferos, tais como roedores e por vezes também répteis. Animal ovíparo com 10 a 25 ovos por postura. Os recém-nascidos são normalmente cor de limão com riscas irregulares e manchas púrpura e castanhas, embora indivíduos dourados ou cor de laranja possam surgir nalgumas ninhadas. Em qualquer caso, tornam-se verdes à medida que crescem.
1. ↑  «Cópia arquivada». Consultado em 18 de novembro de 2015. Arquivado do original em 19 de novembro de 2015